# جوزيب ماريا غوزمان
جوزيب ماريا غوزمان (بالإسبانية: Josep Maria Guzmán Cañas)‏ مواليد 28 فبراير 1984 في بادالونا، هو لاعب كرة سلة إسباني بدأ مسيرته الاحترافية في سنة 2001. يبلغ طوله 6 قدم 0.5 بوصة (1.8 م). لعب مع جوفينتوت بادالونا في الدوري الإسباني لكرة السلة.

## روابط خارجية
- جوزيب ماريا غوزمان على موقع الاتحاد الدولي لكرة السلة (الإنجليزية)
- جوزيب ماريا غوزمان على موقع الدوري الإسباني لكرة السلة (الإسبانية)
- جوزيب ماريا غوزمان على موقع كرة السلة الأوروبية.كوم (الإنجليزية)
- جوزيب ماريا غوزمان على موقع ريلجم (الإنجليزية)
- جوزيب ماريا غوزمان على موقع سبورتس رفرنس (الإنجليزية)